# Seweryn Dziamski

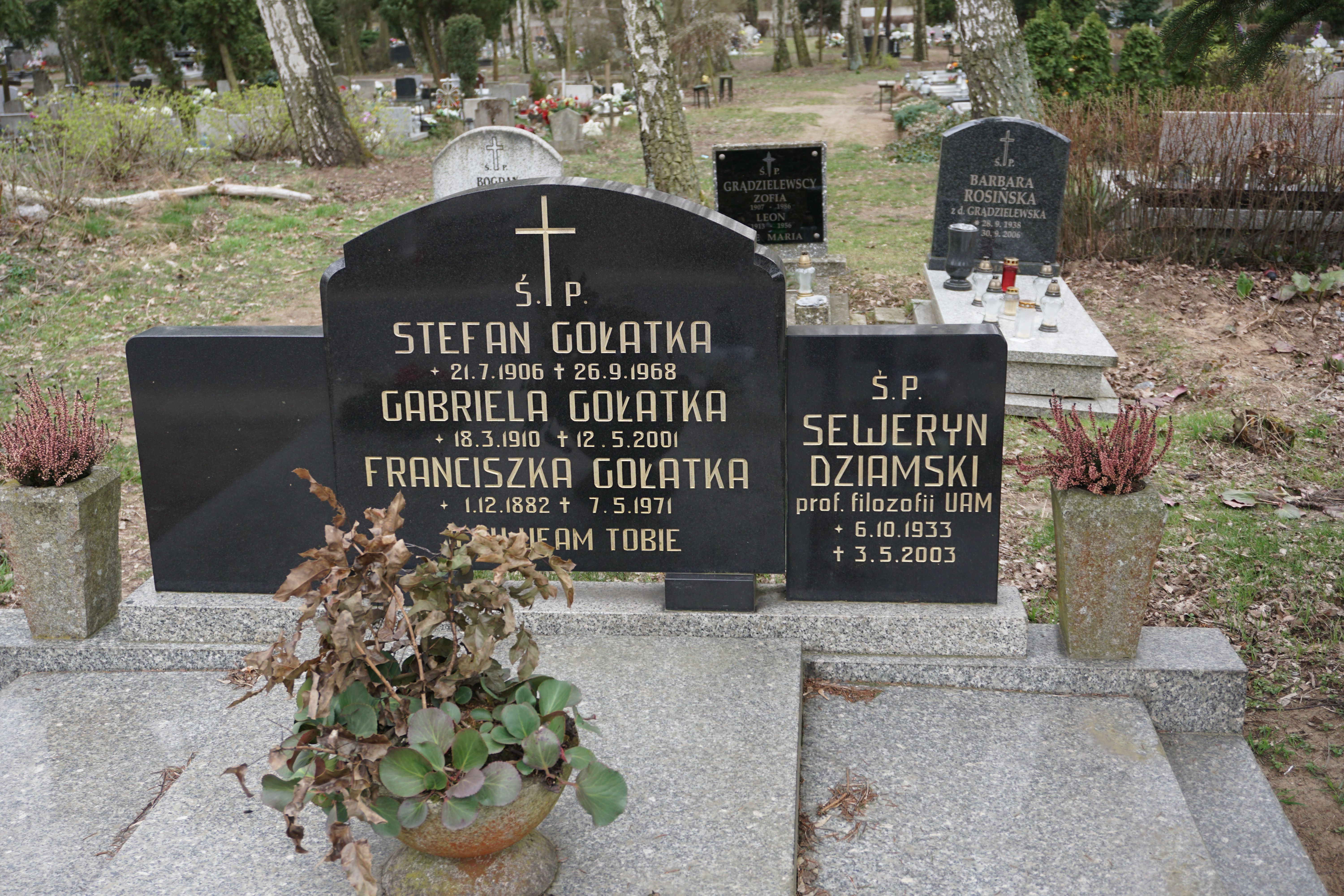
Grób prof. Seweryna Dziamskiego na Cmentarzu Junikowskim

Seweryn Dziamski (ur. 6 października 1933 w Smuszewie, zm. 3 maja 2003) – polski filozof marksistowski, historyk społeczny i komunistyczny cenzor, profesor Uniwersytetu im. Adama Mickiewicza w Poznaniu.

## Życiorys

### Działalność naukowa
Urodził się w rodzinie powstańca wielkopolskiego, uczestnika wojny z bolszewikami. Od 1939 rodzina mieszkała w Sielcu (powiat żniński). Po 1945 ukończył szkoły w Sielcu i w Kwilczu (tę drugą ukończył w 1948). W 1953 zdał maturę w Liceum Ogólnokształcącym w Żninie (uzyskał dyplom Przodownika Nauki i Pracy Społecznej). W 1953 zaczął studia na Wydziale Filologicznym Uniwersytetu Poznańskiego, które ukończył dyplomem magistra filologii polskiej w 1958 (praca o teorii dramatu naturalistycznego – promotorzy prof. Lesław Eustachiewicz i prof. Jerzy Ziomek). 
Od 1960 pracował w Katedrze Historii Filozofii UAM (asystent). Od 1961 do 1964 uczestniczył w seminariach prof. Stefana Morawskiego na Uniwersytecie Warszawskim. Doktoryzował się w 1965 (praca Poglądy estetyczne Stanisława Ossowskiego – promotor prof. Zdzisław Kępiński), a habilitował w 1969 (praca Filozofia nauk społecznych w ujęciu krusińszczyków). W 1969 został docentem Instytucie Filozofii UAM. W 1976 nadano mu tytuł profesora nadzwyczajnego, a w 1982 - profesora zwyczajnego. Od 1970 do 1975 był kierownikiem Zakładu Aksjologii Ogólnej UAM (potem Zakład Historii Marksizmu). Prowadził seminaria naukowe z zakresu aksjologii ogólnej oraz historii myśli socjalistycznej i marksistowskiej. Odbywał staże naukowe w Wiedniu, Berlinie i Frankfurcie nad Menem. W 1975 powierzono mu organizację Wydziału Nauk Społecznych UAM (do 1981 był jego dziekanem). Od 1977 do 1981 kierował też Instytutem Filozofii UAM. W latach 1989–1990 przebywał na kontrakcie naukowym w Instytucie Filozofii Akademii Nauk ZSRR w Moskwie i wykładał na Uniwersytecie Łomonosowa. Brał udział w Światowym Kongresie Filozoficznym w Warnie i Düsseldorfie. 
W latach 1971–1973 był członkiem Komisji Prognozowania przy Ministrze Kultury i Sztuki, a w latach 1977–1988 kierownikiem Zespołu Dydaktyczno-Wychowawczego przy Ministrze Nauki, Szkolnictwa Wyższego i Techniki. Od 1978 do 1989 był członkiem prezydium Komitetu Nauk Filozoficznych PAN. W latach 1984–1989 był członkiem Polsko-Radzieckiej Komisji Nauk Społecznych i Politycznych PAN i AN ZSRR. Był aktywnym członkiem Polskiego Towarzystwa Filozoficznego i Poznańskiego Towarzystwa Przyjaciół Nauk. 

### Działalność partyjna
Od 1953 był członkiem PZPR. Od 1951 do 1956 przewodniczył kołu Związku Młodzieży Polskiej w Poznaniu. W latach 1958–1959 organizował Związek Młodzieży Socjalistycznej na UAM i był pierwszym sekretarzem tej organizacji na uniwersytecie, jak również członkiem Krajowej Rady Studenckiej ZMS. Od 1958 do 1959 był cenzorem w Wojewódzkim Urzędzie Kontroli Prasy w Poznaniu. W latach 1964–1965, albo 1963–1965, był sekretarzem Oddziałowej Organizacji Partyjnej Nauk Społecznych na UAM. Od 1985 do 1989 kierował Zespołem Naukowym w Międzywojewódzkiej Szkole Partyjnej w Poznaniu. Wykładał na Wieczorowym Uniwersytecie Marksizmu i Leninizmu.
Pochowany na cmentarzu na Junikowie (pole 1, rząd A, grób 69).

## Zainteresowania
Główną dziedziną jego zainteresowań była filozofia społeczna ze szczególnym uwzględnieniem historii myśli socjalistycznej i marksistowskiej, aksjologia, etyka i metodologia nauk humanistycznych. Uważał, że ontyczny status wartości nie może być rozstrzygany poza rzeczywistością historyczną. Według niego to, co orzekane jako wartość nie istnieje poza szeroko pojętą historyczną praktyką społeczną, składającą się na materialną zawartość świadomości społecznej, w tym aksjologiczną. W artykule Marksistowska teoria rzeczywistości a humanistyka opowiedział się stanowczo za odrzuceniem filozofii bytowej i usytuowaniem odniesienia przedmiotowego teorii aksjologicznej w jakościowo innym modelu bytu. Na gruncie swojej aksjologii wprowadził zróżnicowanie wartości i dóbr przeciwstawne fenomenologicznemu ujęciu Maxa Schelera. W ostatnich latach działalności interesował się doktryną liberalną i jej konsekwencjami społeczno-praktycznymi w procesie transformacyjnym po uwolnieniu społeczeństw od rządów totalitarnych. 

## Osiągnięcia
Opublikował około 180 prac naukowych.

## Nagrody
- Nagroda indywidualna Trybuny Ludu (1978)[5]

## Dzieła
Wybrane dzieła:
- Problemy klasowego charakteru sztuki i kultury artystycznej (1967),
- O subiektywizmie w wersji psychologicznej w polskiej myśli estetycznej XIX i XX wieku (1969),
- Filozofia nauk społecznych w ujęciu krusińszczyków (1969),
- Antropologowie i scjentyści (1969),
- Marksistowska teoria rzeczywistości a humanistyka (1972),
- U źródeł marksistowskiej filozofii nauk społecznych w Polsce (1972),
- Zarys polskiej filozoficznej myśli marksistowskiej 1878-1939 (1973),
- Marksistowskie tradycje badań aksjologicznych (1975),
- Rola wartości w procesie rozwoju społecznego (1979),
- Marksizm-wartość-ideologia (1980)[6],
- Aksjologia, estetyka, etyka (1981)[7],
- Preliminaria marksistowskiej ontologii społecznej (1983),
- Myśl socjalistyczna i marksistowska w Polsce 1878-1939 (1984, dwa tomy),
- Preliminaria marksistowskiej aksjologii (1987)[8],
- Ortodoksja i krytyka (1988)[9],
- Z teorii i historii wartości (1990)[10],
- Filozofia wartości form ustrojowych (1993),
- Wykłady z nauki o moralności (1994, podręcznik).